# Liste der Biografien/Stru
Liste der Biografien |
Portal Biografien |
Personensuche
# |
A |
B |
C |
D |
E |
F |
G |
H |
I |
J |
K |
L |
M |
N |
O |
P |
Q |
R |
S |
T |
U |
V |
W |
X |
Y |
Z |
?
 
Sa |
Sb |
Sc |
Sd |
Se |
Sf |
Sg |
Sh |
Si |
Sj |
Sk |
Sl |
Sm |
Sn |
So |
Sp |
Sq |
Sr |
Ss |
St |
Su |
Sv |
Sw |
Sy |
Sz
 
Sta |
Ste |
Sth |
Sti |
Stj |
Stl |
Sto |
Str |
Sts |
Stt |
Stu |
Stv |
Stw |
Sty
 
Stra |
Strb |
Stre |
Strg |
Stri |
Strl |
Strm |
Strn |
Stro |
Strp |
Stru |
Stry |
Strz
Die Liste der Biografien führt alle Personen auf, die in der deutschsprachigen Wikipedia einen Artikel haben. Dieses ist eine Teilliste mit 398 Einträgen von Personen, deren Namen mit den Buchstaben „Stru“ beginnt.

## Stru

### Strub
- Strub, Christian (* 1960), deutscher Philosoph
- Strub, David (1897–1985), liechtensteinischer Politiker (FBP)
- Strub, Emil (1858–1909), Schweizer Konstrukteur, Ingenieur, Bahnbauer und Erfinder
- Strub, Heinrich (1786–1857), Schweizer Politiker, Geschäftsmann und Landwirt
- Strub, Heinrich (1875–1954), Schweizer Politiker und Tierarzt
- Strub, Heiri (1916–2014), Schweizer Grafiker und kommunistischer Aktivist
- Strub, Max (1900–1966), deutscher Violinvirtuose und Violinpädagoge
- Strub, Olga (* 1950), Schweizer Schauspielerin
- Strub, Urs Martin (1910–2000), Schweizer Psychiater, Lyriker und Essayist
- Strub, Werner (1888–1950), Schweizer Heimatforscher und Lehrer
- Strub-Rayß, Lotte (1912–2008), deutsche Lehrerin, Autorin und Opfer des sowjetischen Gulag-Systems
- Strubbe, Johannes († 1558), niederländischer Rechtswissenschaftler und Hochschullehrer
- Strubbe, Monique (* 2001), deutsche Volleyball- und BeachvolleyballspielerinMonique Strubbe (* 2001)

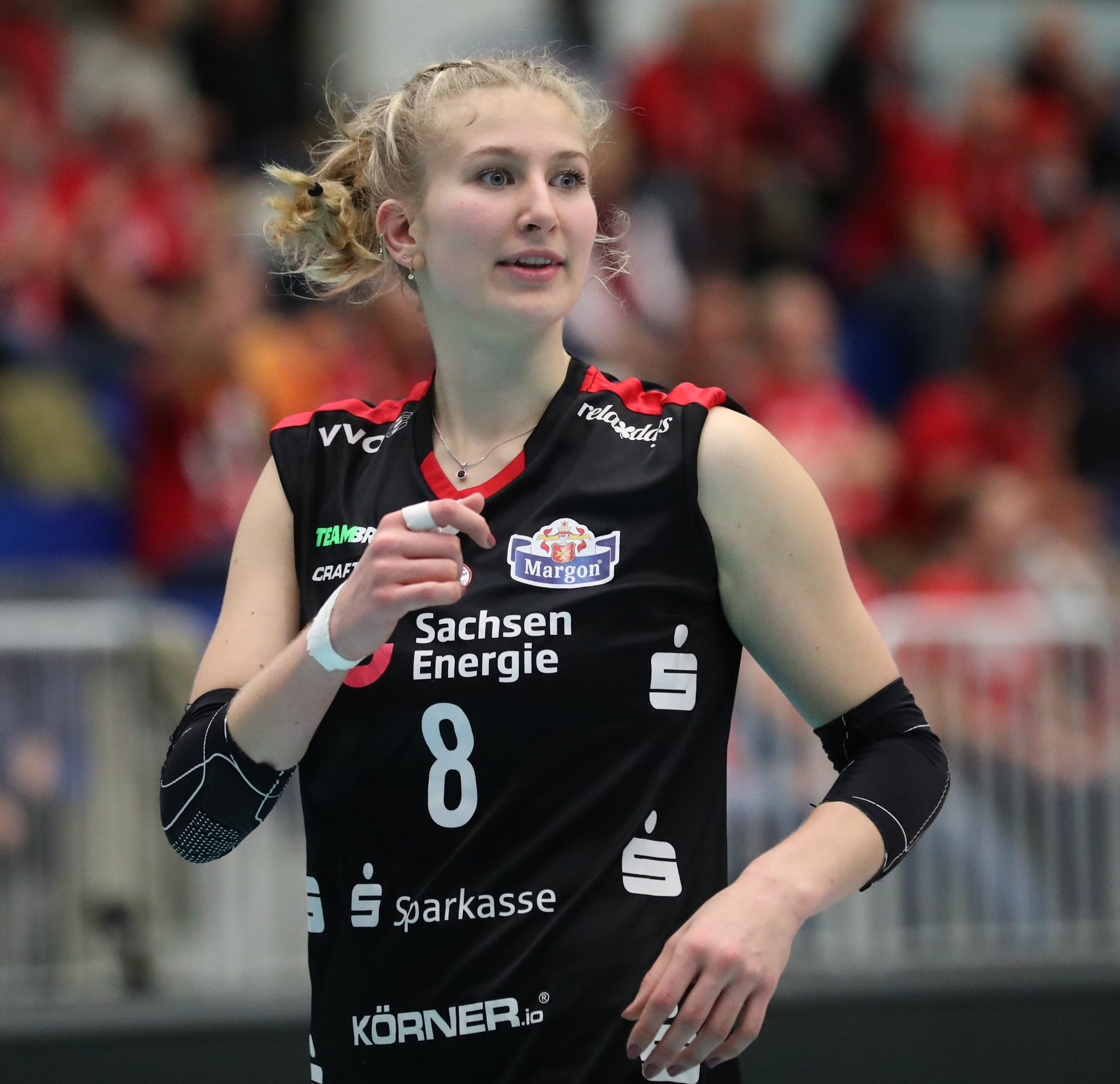
Monique Strubbe (* 2001)

- Strubberg, Dieter (* 1933), deutscher Lehrer und Mitglied der Volkskammer der DDR
- Strubberg, Fredéric Armand (1806–1889), deutscher Amerikareisender und Schriftsteller
- Strubberg, Friedrich (1836–1904), deutscher Bürgermeister und Abgeordneter des Provinziallandtags der Provinz Hessen-Nassau
- Strubberg, Johann Anton (1696–1731), deutscher Pagenhofmeister, Prediger und Autor
- Strubberg, Otto von (1821–1908), preußischer General der Infanterie
- Strube de Piermont, Frédéric Henri (1704–1776), deutsch-russischer Rechtswissenschaftler, Historiker und Diplomat
- Strübe, Adolf (1881–1973), deutscher Maler
- Strube, Adolf (1894–1973), deutscher Schul- und Kirchenmusiker sowie Hochschullehrer
- Strube, Christine (* 1943), deutsche Christliche Archäologin
- Strube, David Georg (1694–1776), deutscher Jurist und Publizist
- Strube, Franz (1904–1973), deutscher Gewerkschafter (FDGB)
- Strube, Friedemann (* 1939), deutscher Musikverleger
- Strube, Fritz (* 1896), deutscher Sportlehrer und -institutsleiter sowie Sachbuch-Autor und Fotograf
- Strube, Georg (1869–1932), deutscher Mediziner, Leitender Arzt des Bremer Willehadhaus vom Roten Kreuz
- Strube, Gerhard (* 1948), deutscher Kognitionswissenschaftler, Direktor des Center for Cognitive Science
- Strube, Gustav (1867–1953), US-amerikanischer Komponist
- Strube, Hans (1910–1945), deutscher Politiker (NSDAP), MdR
- Strube, Hans-Gerd (* 1933), deutscher Grundschulleiter und Politiker (CDU), MdB
- Strube, Irene (* 1929), deutsche Chemikerin und Naturwissenschaftshistorikerin
- Strube, Johann (1600–1638), deutscher Pädagoge
- Strube, Jörg (* 1971), deutscher Fußballspieler
- Strube, Julian (* 1985), deutscher Religionswissenschaftler
- Strube, Julius Melchior (1725–1777), deutscher Jurist und Publizist, hannoverischer Beamter
- Strube, Julius Wilhelm von (1774–1834), Kommandeur des Hamelner Landwehr-Bataillon
- Strube, Jürgen (* 1939), deutscher Manager, Vorstandsvorsitzender der BASF AG
- Strube, Manuela (* 1980), deutsche Politikerin (SPD), MdL
- Strube, Mirjam Jasmin (* 1975), deutsche Schriftstellerin und Illustratorin
- Strube, Sonja Angelika (* 1968), deutsche katholische Theologin
- Strube, Wilhelm (1925–1999), deutscher Schriftsteller und Chemiehistoriker
- Strubecker, Karl (1904–1991), österreichischer Mathematiker
- Strubegger, Iris (* 1984), österreichisches Model
- Strubel, Antje Rávik (* 1974), deutsche SchriftstellerinAntje Rávik Strubel (* 1974)

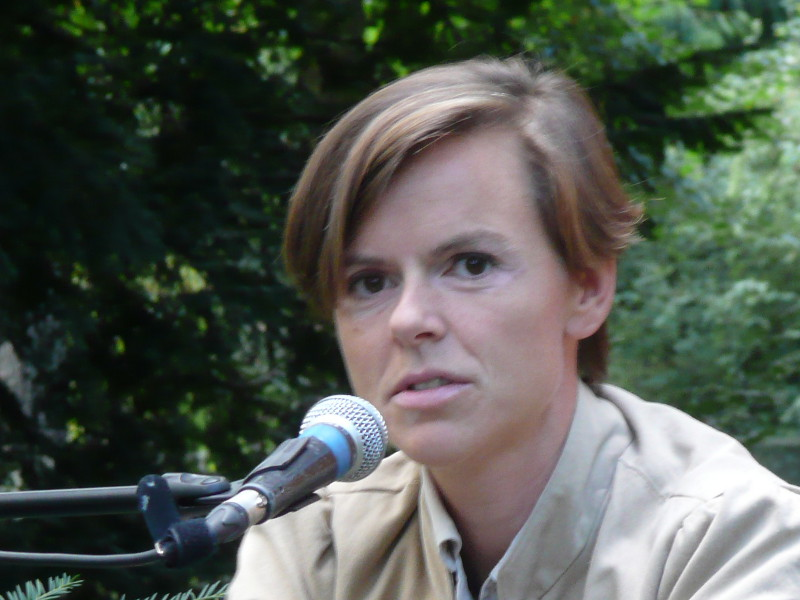
Antje Rávik Strubel (* 1974)

- Strübel, Michael (1954–2009), deutscher Politikwissenschaftler
- Strubel, Sebastian (* 1978), deutscher Basketballspieler
- Strubel, Sepp (1939–2018), deutscher Schauspieler, Filmemacher, Drehbuchautor, Regisseur, Kinderbuchautor, Maler und Bildhauer
- Strubelt, Otfried (1933–2002), deutscher Mediziner und Kommunalpolitiker
- Strubelt, Wendelin (* 1943), deutscher Sozialwissenschaftler
- Struber, Bernard (* 1950), französischer Jazzmusiker (Gitarre, Komposition und Arrangement) und Organist
- Struber, Gerhard (* 1977), österreichischer Fußballspieler und -trainerGerhard Struber (* 1977)

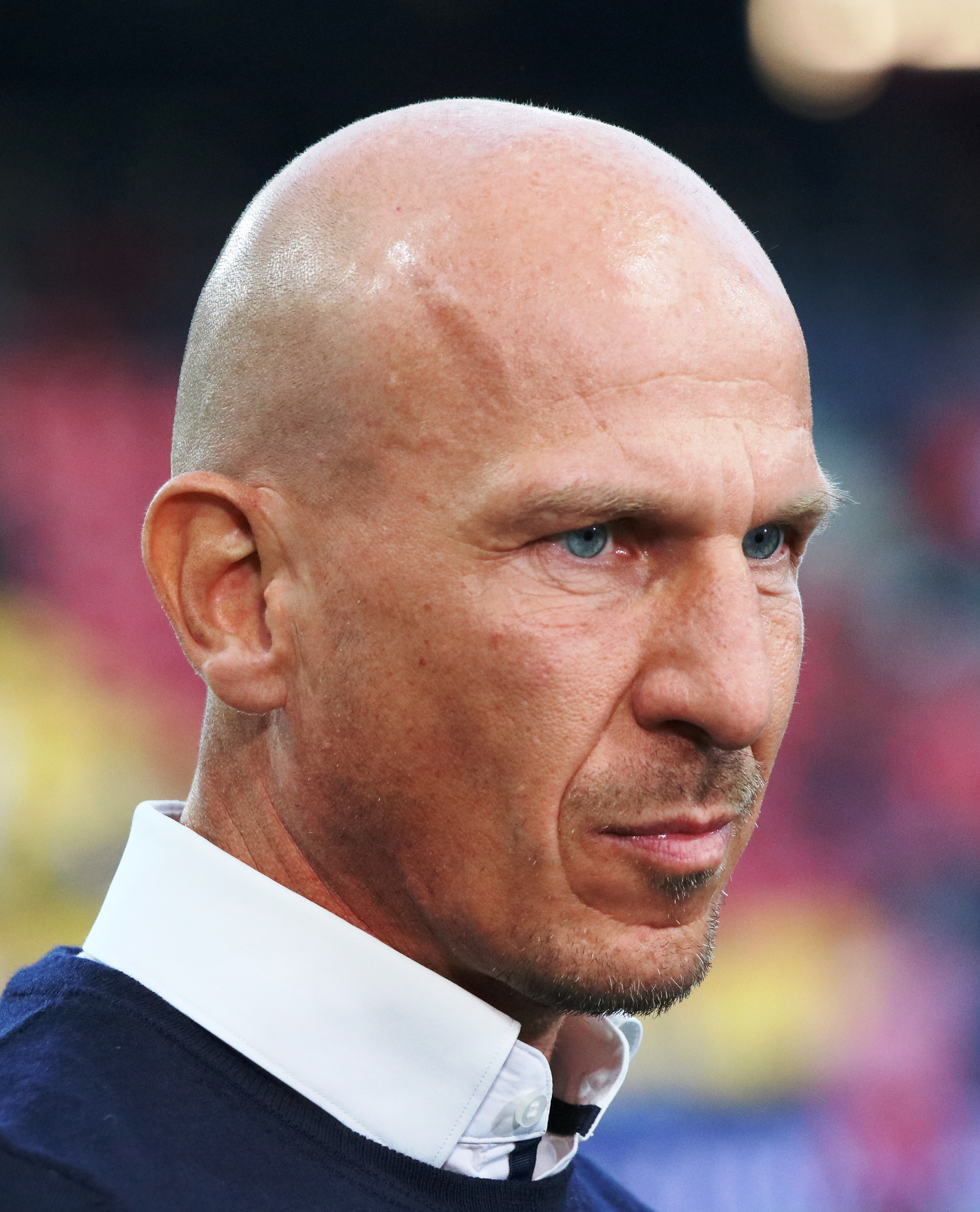
Gerhard Struber (* 1977)

- Struber, Josef (1773–1845), österreichischer Gastwirt und Schützenhauptmann
- Struber, Katharina (* 1967), österreichische bildende Künstlerin
- Strubich, Emanuel (1887–1922), deutscher Kletterer und Bergsteiger
- Strübig, Heinrich (* 1941), deutscher Friedenshelfer und Entführungsopfer
- Strübin, Devin (* 1994), Schweizer Boxer und Bodybuilder
- Strübin, Eduard (1914–2000), Schweizer Lehrer, Volkskundler, Baselbieter Chronist und Autor
- Strübin, Heinrich († 1517), Schweizer Politiker
- Strübin, Karl (1876–1916), Schweizer Geologe und Lehrer
- Strübin, Robert (1897–1965), schweizerischer Maler, Grafiker und Musiker
- Strübin, Simon (* 1979), Schweizer Curler
- Strübin, Theodor (1908–1988), Schweizer Fotograf
- Strübind, Andrea (* 1963), deutsche evangelische Theologin, Kirchenhistorikerin und Hochschullehrerin
- Strübind, Kim (* 1957), deutscher evangelischer Theologe und Publizist
- Strübing, Hans (* 1935), deutscher Fußballspieler
- Strübing, Hauke (1938–2022), deutscher Hörfunkmoderator
- Strübing, Hildegard (1922–2013), deutsche Zoologin
- Strübing, Johannes (* 1907), deutscher Gestapo-Mitarbeiter im NS-Staat und Ermittler beim Bundesamt für Verfassungsschutz
- Strübing, Jörg (* 1959), deutscher Soziologe
- Strübing, Paul (1852–1915), deutscher Internist und Hochschullehrer
- Strübing, Uwe (* 1956), deutscher Komponist
- Strübing, Volker (* 1971), deutscher Schriftsteller, Autor und LiedermacherVolker Strübing (* 1971)

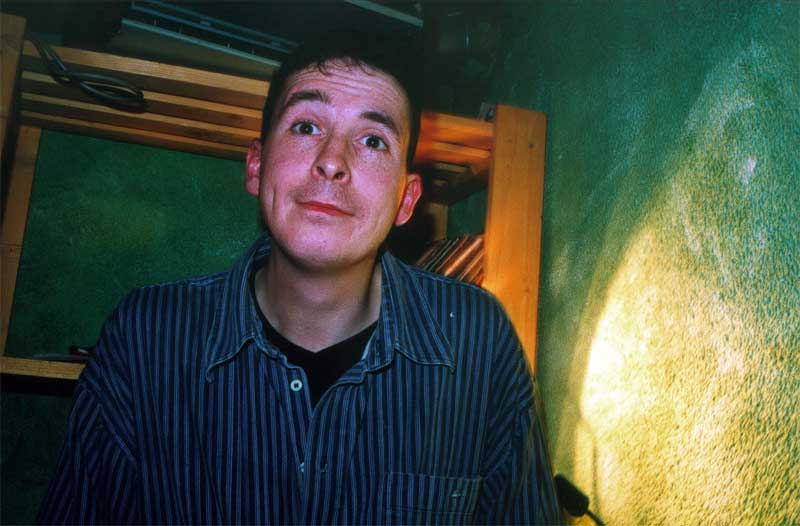
Volker Strübing (* 1971)

- Štrubl, Rudolf (1912–1982), tschechischer Komponist
- Struble, Isaac S. (1843–1913), US-amerikanischer Politiker
- Strüby, Claudio (* 1980), Schweizer Jazzmusiker (Schlagzeug, Perkussion)

### Struc
- Struchtmeyer, Johann Christoph (1698–1764), deutscher reformierter Theologe, Historiker und Rhetoriker
- Struck, Andreas (* 1965), deutscher Drehbuchautor und Regisseur
- Struck, Bernd (* 1940), deutscher Physiker und ehemaliger Handballspieler
- Struck, Bernhard (1888–1971), deutscher Völkerkundler und Anthropologe
- Struck, Carl (1832–1898), deutscher Lehrer und Naturforscher
- Struck, Eberhard (* 1937), deutscher Herzchirurg
- Struck, Erdmann (1886–1966), deutscher Klassischer Philologe und Gymnasiallehrer
- Struck, Ernst (1890–1954), deutscher Psychologe
- Struck, Ernst (* 1951), deutscher Geograph, Professor für Anthropogeographie und Vizepräsident der Universität Passau
- Struck, Gerhard (1944–2015), deutscher Rechtswissenschaftler und Hochschullehrer
- Struck, Gustav (1889–1957), deutscher Bibliothekar
- Struck, Heinrich (1825–1902), deutscher Generalarzt
- Struck, Hermann (1876–1944), deutscher Maler, Radierer und Lithograf
- Struck, Hermann (1892–1951), deutscher Politiker (GB/BHE), MdL
- Struck, Hieronymus Johann († 1771), deutscher Buchdrucker und Verleger
- Struck, Jonas (* 1972), dänischer Komponist
- Struck, Karin (1947–2006), deutsche Schriftstellerin
- Struck, Kevin (* 1996), deutscher Handballspieler
- Struck, Marcel (* 1979), deutscher Industriedesigner
- Struck, Matthias (* 1982), deutscher Handballspieler und -trainer
- Struck, Michael (* 1952), deutscher Musikwissenschaftler, Musikkritiker und Pianist
- Struck, Olaf (* 1964), deutscher Soziologe und Hochschullehrer
- Struck, Paul (1776–1820), Komponist
- Struck, Peter (* 1942), deutscher Pädagoge, Professor für Sozialpädagogik, Erwachsenenbildung und Freizeitpädagogik
- Struck, Peter (1943–2012), deutscher Politiker (SPD), MdBPeter Struck (1943–2012)

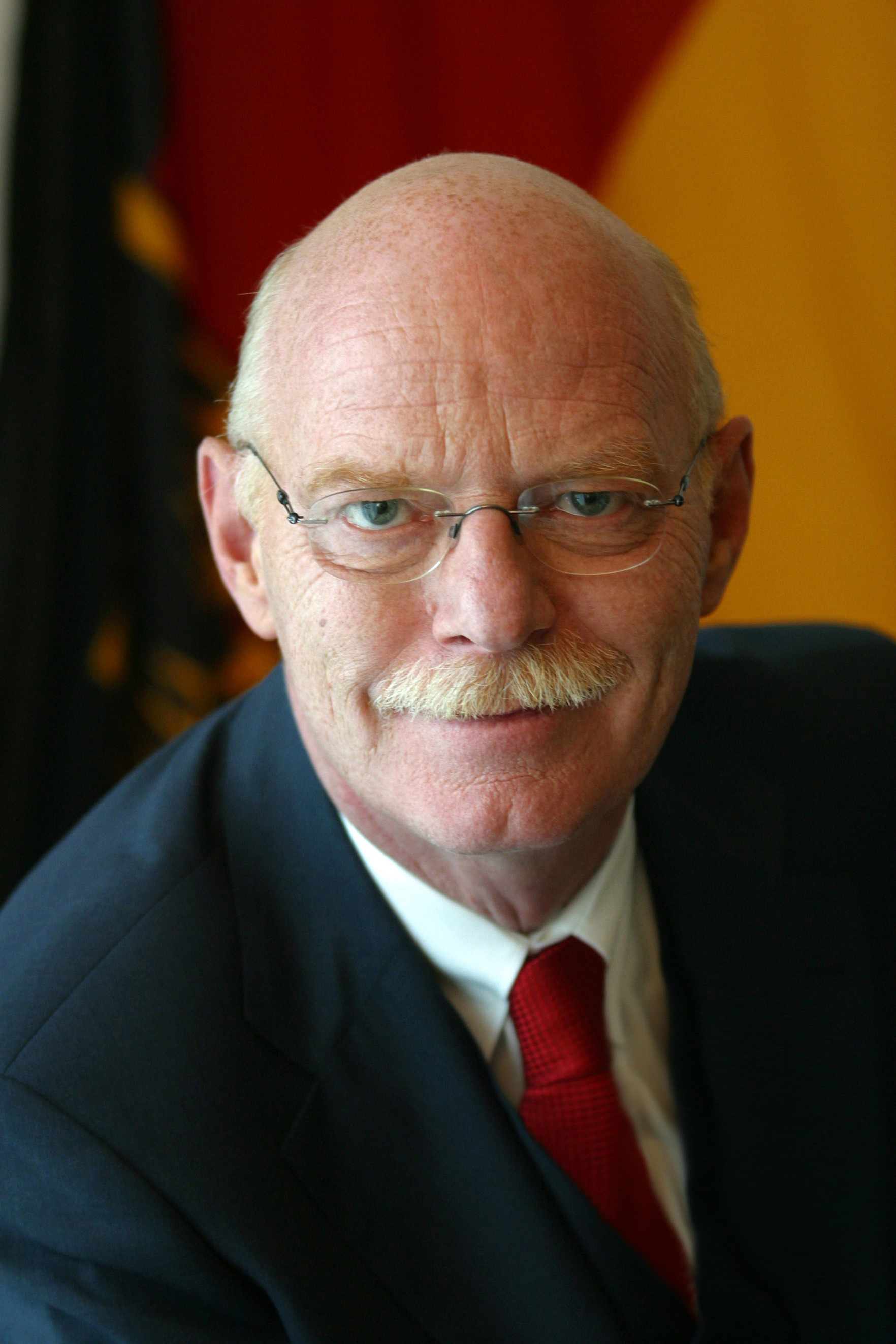
Peter Struck (1943–2012)

- Struck, Peter (* 1943), deutscher Philosoph, Autor und Lyriker
- Struck, Peter (* 1967), deutscher Kulturwissenschaftler, freier Publizist, Kurator und Dozent
- Struck, Rudolf (1861–1935), deutscher Arzt und Heimatforscher
- Struck, Samuel (1671–1720), deutscher Buchdrucker
- Struck, Thomas (* 1943), deutscher Filmemacher
- Struck, Wolf-Heino (1911–1991), deutscher Historiker und Archivar
- Struck, Wolfgang (* 1939), deutscher Handballspieler, Unternehmer und Handball-Mäzen
- Struck, Wolfgang E. (1920–1989), deutscher Schauspieler, Regisseur und Intendant
- Struck, Yvonne (* 1976), deutsche Schriftstellerin
- Struckelmann, Gerhard, Oberfreigraf in Arnsberg
- Strucken, Matthias (* 1977), deutscher Jazz-Vibraphonist und Komponist
- Strucker, Jakob (1761–1824), Mautschreiber und Freiheitskämpfer
- Struckl, Robert (1918–2013), österreichischer Sprinter
- Struckmann, Carl (1833–1898), deutscher Amtsrat, Geologe und Paläontologe, Sammler sowie Sachbuchautor
- Struckmann, Falk (* 1958), deutscher Opernsänger (Bassbariton)Falk Struckmann (* 1958)

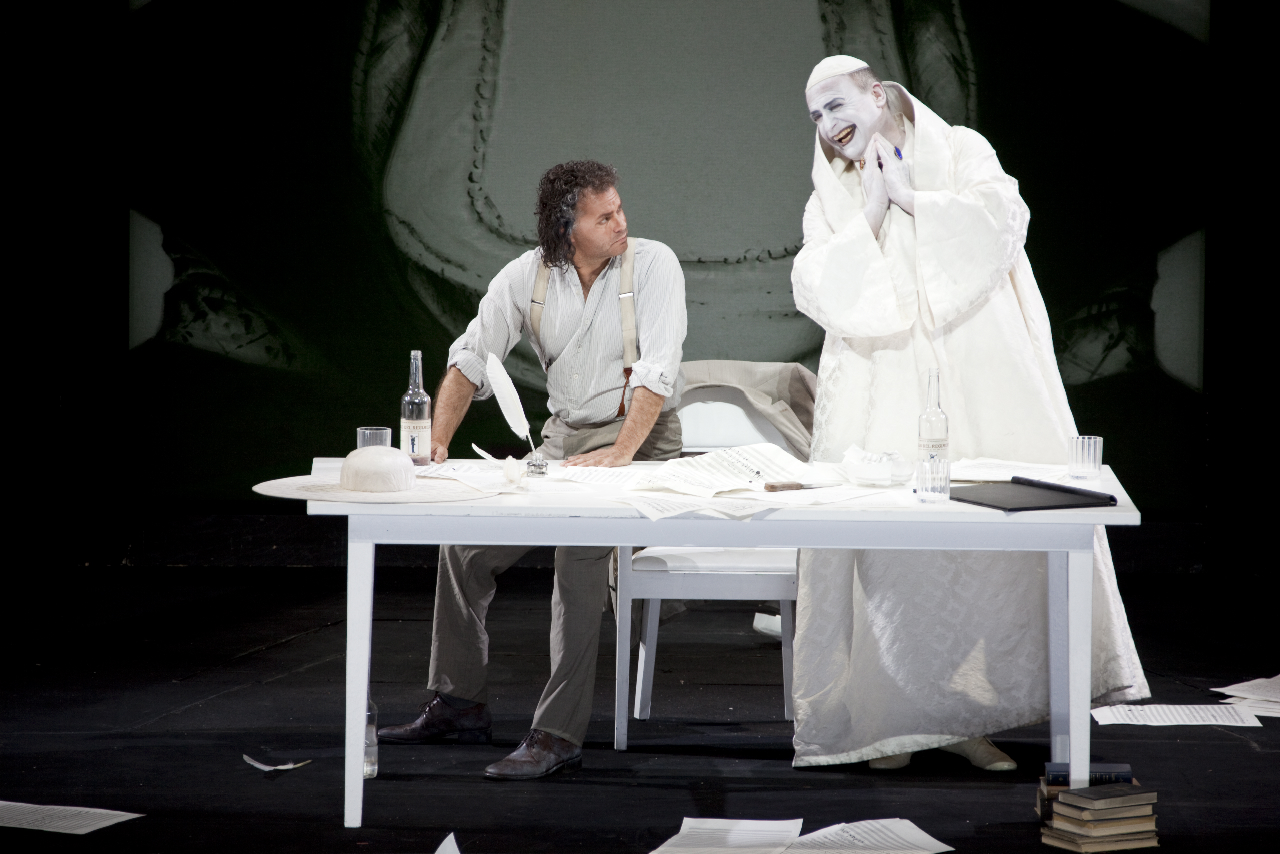
Falk Struckmann (* 1958)

- Struckmann, Gustav (1837–1919), deutscher Politiker (NLP), Oberbürgermeister von Hildesheim, MdR
- Struckmann, Gustav Wilhelm (1796–1840), deutscher Jurist und Autor
- Struckmann, Heinrich (1870–1906), deutscher Zigarrensortierer und Politiker (SPD)
- Struckmann, Hermann (1839–1922), deutscher Jurist
- Struckmann, Johannes (1829–1899), deutscher Jurist und Politiker (NLP), MdR
- Struckmann, Michael (* 1964), deutscher Fußballspieler
- Struckmeier, Friedrich (1900–1944), deutscher Widerstandskämpfer
- Struckmeier, Hermann (1920–2009), deutscher Kommunalpolitiker der CDU
- Struckmeyer, Hartwig (1934–2024), deutscher Pädagoge, Bildungsplaner, Schriftsteller und Maler
- Strucksberg, Georg (1884–1965), deutscher Jurist und Kammergerichtspräsident

### Strud
- Strudal, Mark (* 1968), dänischer Fußballspieler und -trainer
- Strudel, Paul († 1708), österreichischer Bildhauer
- Strudel, Peter († 1714), österreichischer Bildhauer und MalerPeter Strudel († 1714)

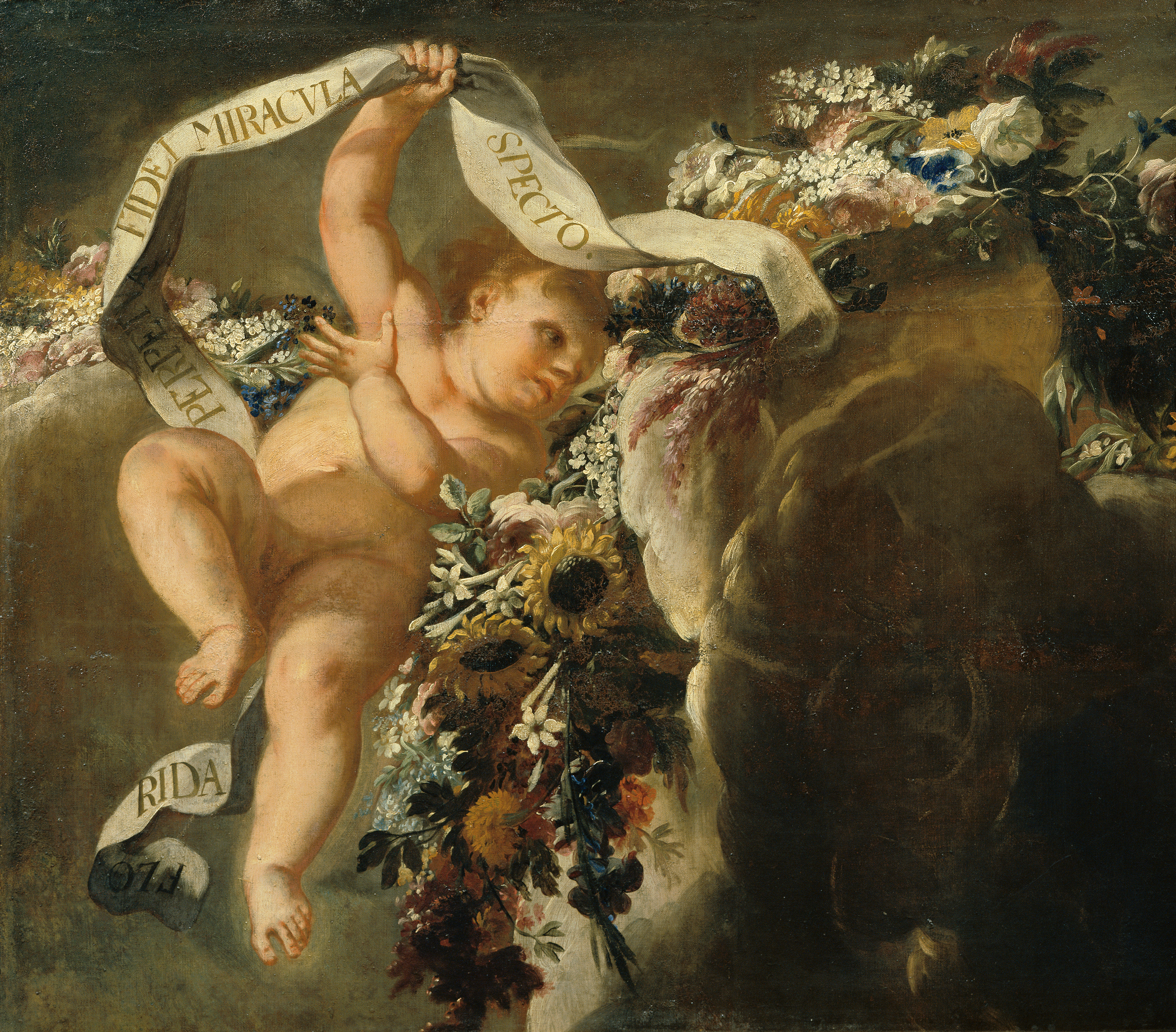
Peter Strudel († 1714)

- Strüder, Heiko (* 1965), deutscher Sportwissenschaftler und Universitätsprofessor
- Strüder, Julius (1883–1978), deutscher Verleger und Prokurist
- Strüder, Rolf (1909–1972), deutscher Verleger
- Strüdinger, Peter (* 1957), deutscher Schwerverbrecher
- Strudwick, Jason (* 1975), kanadischer Eishockeyspieler
- Strudwick, Shepperd (1907–1983), US-amerikanischer Schauspieler
- Strudwick, William Francis († 1812), US-amerikanischer Politiker

### Strue
- Struelens, Éric (* 1969), belgischer Basketballspieler
- Struensee, Adam (1708–1791), deutscher evangelischer Theologe und Generalsuperintendent
- Struensee, Carl August von (1735–1804), preußischer Finanzminister
- Struensee, Christian Gottfried (1717–1782), deutscher Pädagoge und Autor
- Struensee, Georg Karl Philipp von (1774–1833), deutscher Verwaltungsbeamter, Polizeipräsident von Köln
- Struensee, Gotthilf Christoph (1746–1829), Bankdirektor in Elbing und Besitzer des Privatgutes Cadinen
- Struensee, Gustav von (1803–1875), deutscher Schriftsteller
- Struensee, Johann Friedrich (1737–1772), deutscher Arzt und Minister am dänischen HofJohann Friedrich Struensee (1737–1772)

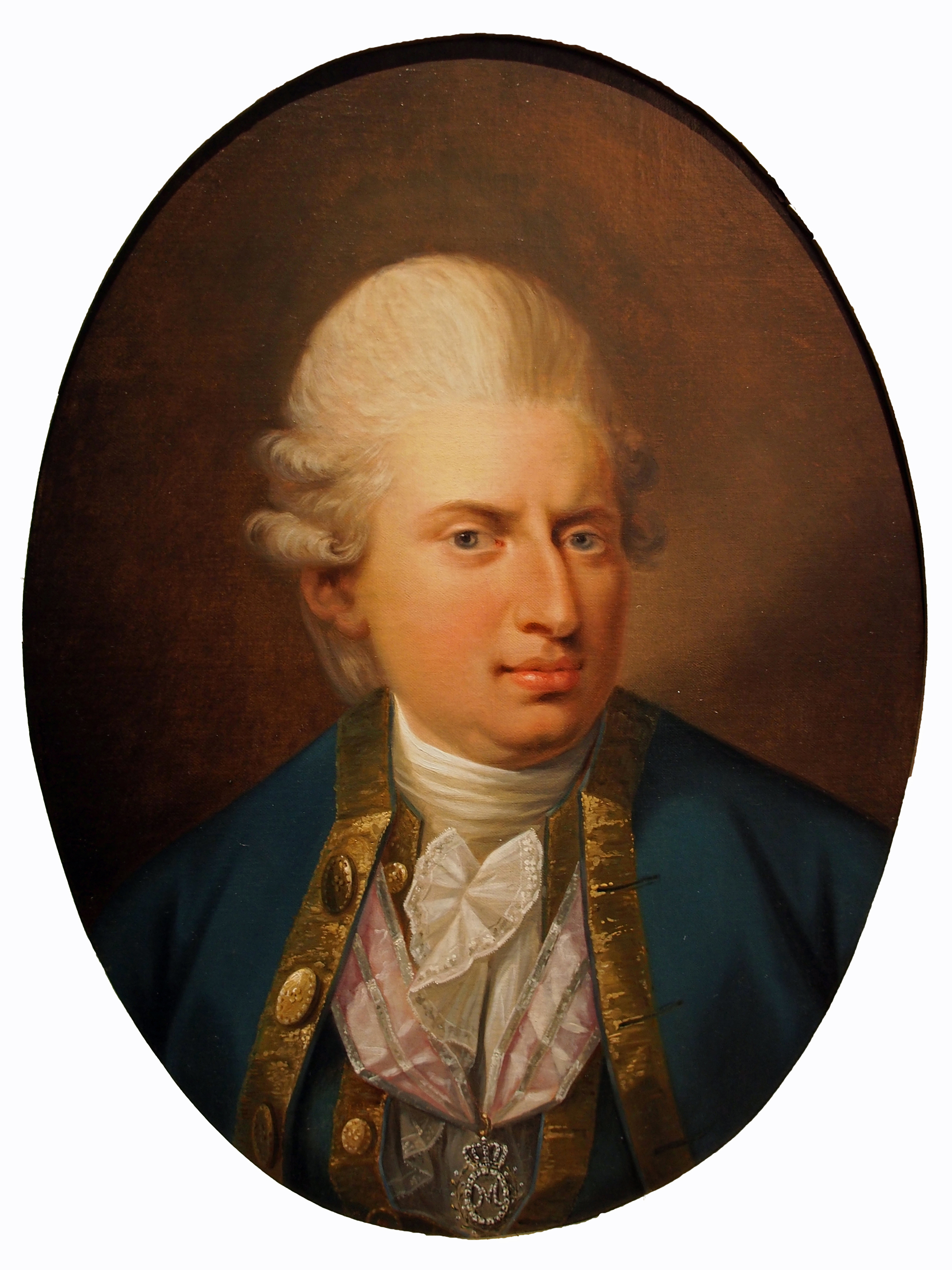
Johann Friedrich Struensee (1737–1772)

### Struf
- Struff, Jan-Lennard (* 1990), deutscher Tennisspieler

### Strug
- Strug, Andrzej (1871–1937), polnischer Schriftsteller
- Strug, Kerri (* 1977), US-amerikanische Turnerin
- Strugała, Tadeusz (* 1935), polnischer Dirigent und Musikpädagoge
- Strugalla, Clemens M. (* 1950), deutscher Bildhauer
- Strugariu, Ramona (* 1979), rumänische Politikerin (PLUS), MdEP
- Strugazki, Arkadi (1925–1991), sowjetischer Schriftsteller
- Strugazki, Boris (1933–2012), sowjetisch-russischer Schriftsteller
- Struger, Odo J. (1931–1998), österreichisch-amerikanischer Informatiker
- Struger, Peter (* 1982), österreichischer Skirennläufer
- Strugger, Siegfried (1906–1961), österreichischer Botaniker
- Struggles, John E. (1913–2005), US-amerikanischer Personalberater
- Strughold, Hubertus (1898–1986), deutscher Luftfahrtmediziner
- Strugl, Michael (* 1963), österreichischer Politiker (ÖVP), Landtagsabgeordneter, Mitglied des BundesratesMichael Strugl (* 1963)

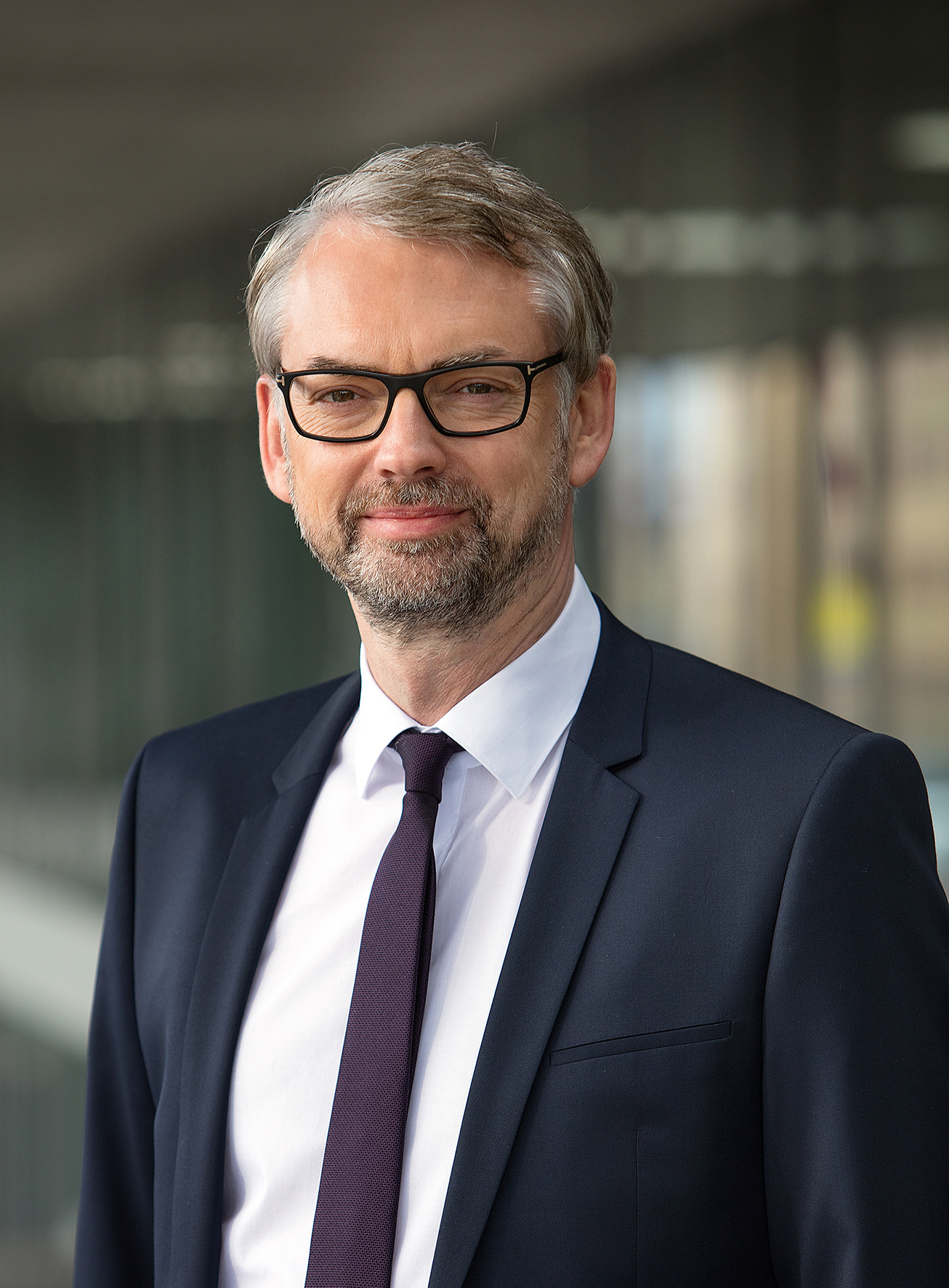
Michael Strugl (* 1963)

- Strugnell, John (1930–2007), britischer Orientalist und Experte für die Schriftrollen vom Toten Meer

### Struh
- Struhár, Peter (* 1984), slowakischer Fußballspieler
- Struhar, Stanislav (* 1964), tschechisch-österreichischer Schriftsteller
- Struhl, Gary (* 1954), US-amerikanischer Genetiker und Entwicklungsbiologe
- Struhler, Vanessa (* 1985), deutsche Sängerin

### Strui
- Struijk, Frank van der (* 1985), niederländischer Fußballspieler
- Struijk, Michelle (* 1998), belgische Hockeyspielerin
- Struijk, Pascal (* 1999), niederländischer Fußballspieler
- Struijs, Karel (1892–1974), niederländischer Wasserballspieler
- Struik, Albert (1926–2006), niederländischer Büchersammler und Bibliophiler
- Struik, Dirk (1894–2000), niederländischer Mathematiker

### Struj
- Strujić, Saša (* 1991), bosnisch-herzegowinischer Fußballspieler

### Struk
- Struk, Wolodymyr (1964–2022), ukrainischer Politiker (Partei der Regionen)
- Struka, Karmena (* 2007), lettische Volleyballspielerin
- Strukan, Duje (* 1984), kroatischer Fußballschiedsrichter
- Štrukelj, Marjan (* 1964), slowenischer Kanute
- Strukow, Sergei Stanislawowitsch (* 1982), russischer Fußballspieler
- Strukowa, Tatjana Nikolajewna (1897–1981), russische bzw. sowjetische Theater- und Film-Schauspielerin
- Struksnæs, Hans (1902–1983), norwegischer Segler

### Strum
- Strum, Bill (1938–2010), US-amerikanischer Curler
- Strum, Mike (* 1963), US-amerikanischer Curler
- Strumbel, Stefan (* 1979), deutscher KünstlerStefan Strumbel (* 1979)

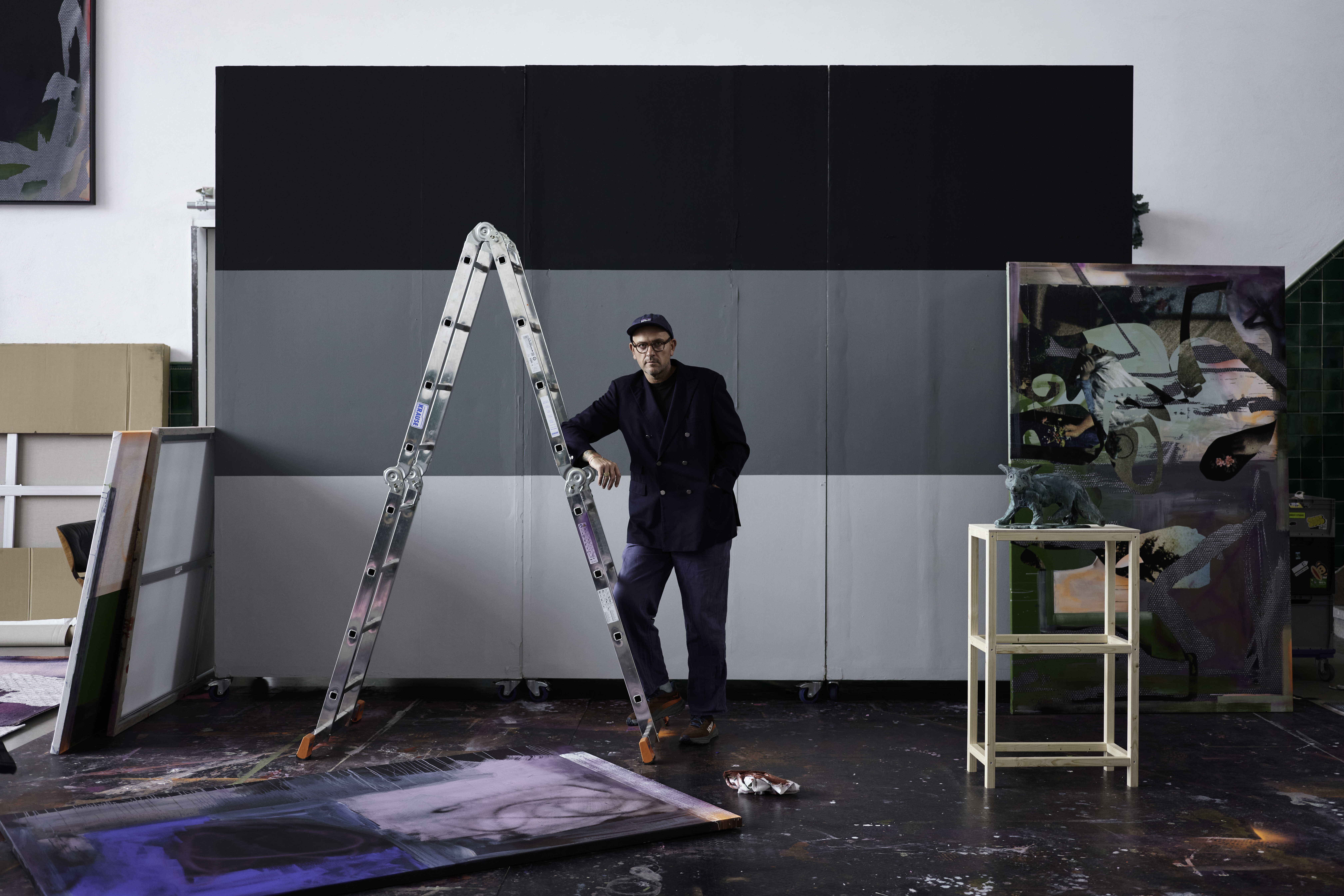
Stefan Strumbel (* 1979)

- Strumilin, Stanislaw Gustawowitsch (1877–1974), sowjetischer Statistiker und Ökonom
- Strumillo, Stefania (* 1989), italienische Diskuswerferin
- Strumilo, Dominika (* 1996), belgische Volleyballspielerin
- Strummer, Joe (1952–2002), britischer Punk-MusikerJoe Strummer (1952–2002)

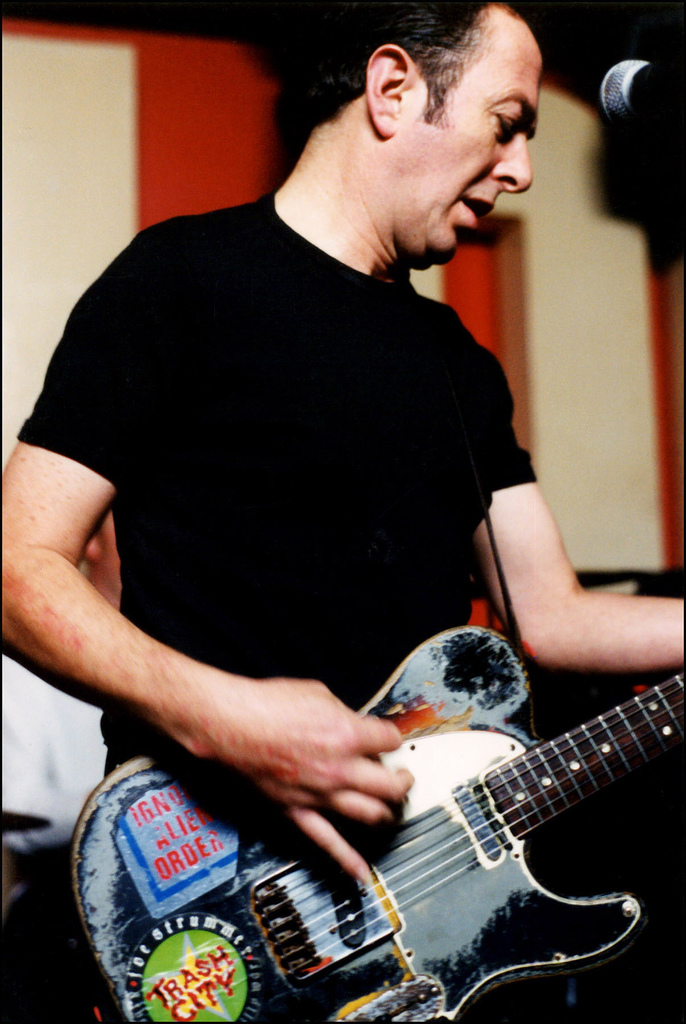
Joe Strummer (1952–2002)

- Strümpe, Marcus (* 1967), deutscher Kirchenmusiker
- Strümpel, Burkhard (1935–1990), deutscher Betriebswirtschaftler
- Strümpel, Uwe (* 1946), deutscher Lehrer, Schulleiter und Politiker (SPD), MdL
- Strümpell, Adolf von (1853–1925), deutscher Internist
- Strümpell, Henning (1912–2003), deutscher Offizier
- Strümpell, Kurt (1872–1947), deutscher Kolonialoffizier, Afrikaforscher und Sammler
- Strümpell, Ludwig von (1812–1899), deutscher Philosoph und Pädagoge
- Strumper, Johann Heinrich (1843–1913), deutscher Fotograf und Verleger
- Strümper, Walter (1926–2019), deutscher Verwaltungsbeamter und Autor
- Strumpf, Edith (* 1938), deutsche Politikerin (FDP), MdL
- Strumpf, Helmut (* 1951), deutscher Ringer
- Strümpfel, Edgar (* 1926), deutscher DBD-Funktionär, MdV
- Strumskis, Mindaugas (* 1963), litauischer Manager, Leiter der Steuerinspektion am Finanzministerium Litauens

### Strun
- Struna, Andraž (* 1989), slowenischer Fußballspieler
- Štrunc, Stanislav (1942–2001), tschechischer Fußballspieler
- Strunck Jakobsen, Nicklas (* 1999), dänischer Fußballspieler
- Strunck, August (1878–1962), deutscher Politiker (SPD), MdL
- Strunck, Christina (* 1970), deutsche Kunsthistorikerin
- Strunck, Michael (* 1954), deutscher Fußballspieler
- Strünck, Theodor (1895–1945), deutscher Jurist und Widerstandskämpfer
- Strünckede, Johann Conrad von (1670–1742), klevisch-preußischer Staatsmann
- Strunckel, Shelley von (* 1946), US-amerikanische Astrologin
- Strünckmann, Karl (1872–1953), deutscher Psychiater und Pionier der alternativen Medizin
- Strunden, Hans (1926–2008), deutscher Zahnarzt sowie Sachbuchautor mit dem Schwerpunkt Papageien
- Strunden, Johannes (1890–1973), deutscher Landrat und Oberkreisdirektor
- Strungaru, Ioana (* 1989), rumänische Ruderin
- Strunge, Miriam (* 1987), deutsche Politikerin (Die Linke)
- Strungk, Delphin (* 1601), norddeutscher Organist und Komponist
- Strungk, Nicolaus Adam († 1700), deutscher Barockkomponist
- Strüngmann, Andreas (* 1950), deutscher Arzt, Gründer des Pharmaunternehmens Hexal
- Strüngmann, Jil (* 1992), deutsche Fußballtorhüterin
- Strüngmann, Thomas (* 1950), deutscher Betriebswirt, Gründer des Pharmaunternehmens Hexal
- Strunin, Alexandra (* 1989), polnische Sängerin
- Strüning, Heinz Eberhard (1896–1986), deutscher Maler, Grafiker und Pastellzeichner
- Strüning, Wilhelm (1857–1937), deutscher Hutmacher und Landtagsabgeordneter im Freistaat Waldeck
- Strunk, Franziskus (1844–1922), deutscher Kapuziner und Zisterzienser, Abt des Klosters Oelenberg
- Strunk, Gerhard (1935–2009), deutscher Pädagoge
- Strunk, Heinrich (1883–1952), deutscher Politiker (Zentrum, CDU), MdL
- Strunk, Heinz (* 1962), deutscher Entertainer und AutorHeinz Strunk (* 1962)

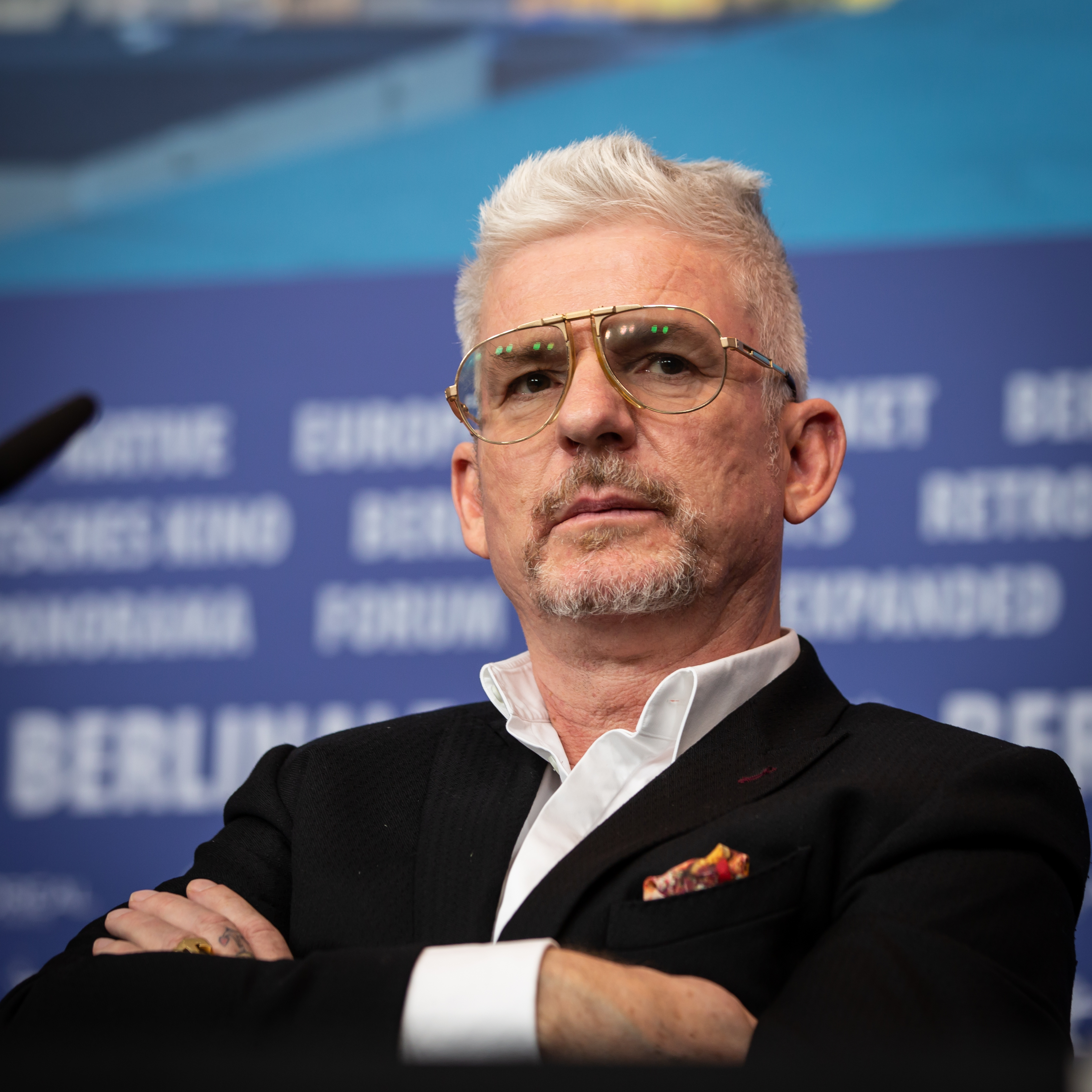
Heinz Strunk (* 1962)

- Strunk, Hermann (1882–1933), deutscher Gymnasiallehrer, Schulrat, Politiker in der Freien Stadt Danzig
- Strunk, Jennifer (* 1980), deutsche Chemikerin und Hochschullehrerin
- Strunk, Klaus (1930–2018), deutscher Indogermanist
- Strunk, Marion (* 1949), deutsche Installations- und Fotokünstlerin und Dozentin
- Strunk, Mirjam (* 1974), deutsche Autorin und Theaterregisseurin
- Strunk, Nils (* 1990), deutscher Schauspieler und Musiker
- Strunk, Oliver (1901–1980), US-amerikanischer Musikwissenschaftler und -pädagoge
- Strunk, Paul (1909–1972), deutscher SS-Hauptscharführer und Angehöriger des Kommandanturstabs Sachsenhausen
- Strunk, Peter (1929–2020), deutscher Psychiater, Psychotherapeut und Hochschullehrer
- Strunk, Reiner (1941–2023), deutscher evangelischer Theologe und Autor
- Strunk, Roland (1892–1937), österreichischer Offizier, deutscher Journalist und Kriegsreporter
- Strunk, Werner (* 1952), deutscher Fußballspieler
- Strunk-Hilgers, Marianne (1931–2025), deutsche Glasmalerin und Mosaikkünstlerin
- Strunnikow, Nikolai Wassiljewitsch (1886–1940), russischer Eisschnellläufer
- Strunski, Andreas (* 1992), deutscher Schachspieler
- Strunsky, Anna (1877–1964), russisch-amerikanische Aktivistin und Autorin
- Strunz, Claus (* 1966), deutscher Journalist und FernsehmoderatorClaus Strunz (* 1966)

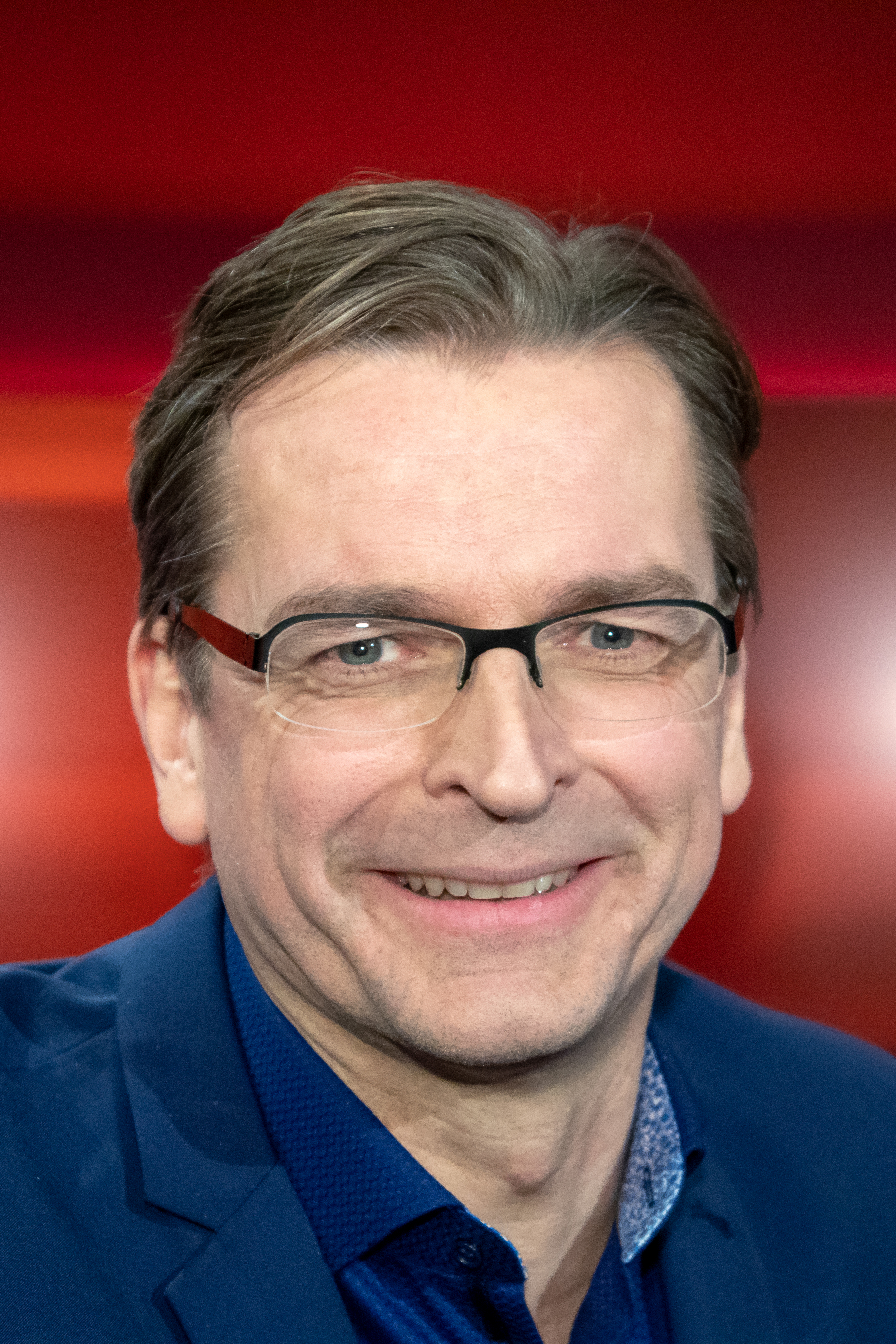
Claus Strunz (* 1966)

- Strunz, Emanuel (1911–2011), österreichischer Unternehmer
- Strunz, Franz (1875–1953), österreichischer Wissenschaftshistoriker
- Strunz, Friedrich (1680–1725), deutscher Literaturwissenschaftler und Philologe
- Strunz, Georg Jakob (1781–1852), bayerischer Kapellmeister und Komponist
- Strunz, Karl Hugo (1910–2006), deutscher Mineraloge und Hochschullehrer
- Strunz, Katja (* 1970), deutsche bildende Künstlerin
- Strunz, Oliver (* 2000), österreichischer Fußballspieler
- Strunz, Rudolf (1881–1936), österreichischer Politiker (SPÖ), Landtagsabgeordneter, Abgeordneter zum Nationalrat, Mitglied des Bundesrates
- Strunz, Sandra (* 1968), deutsche Theaterregisseurin
- Strunz, Thomas (* 1968), deutscher FußballspielerThomas Strunz (* 1968)

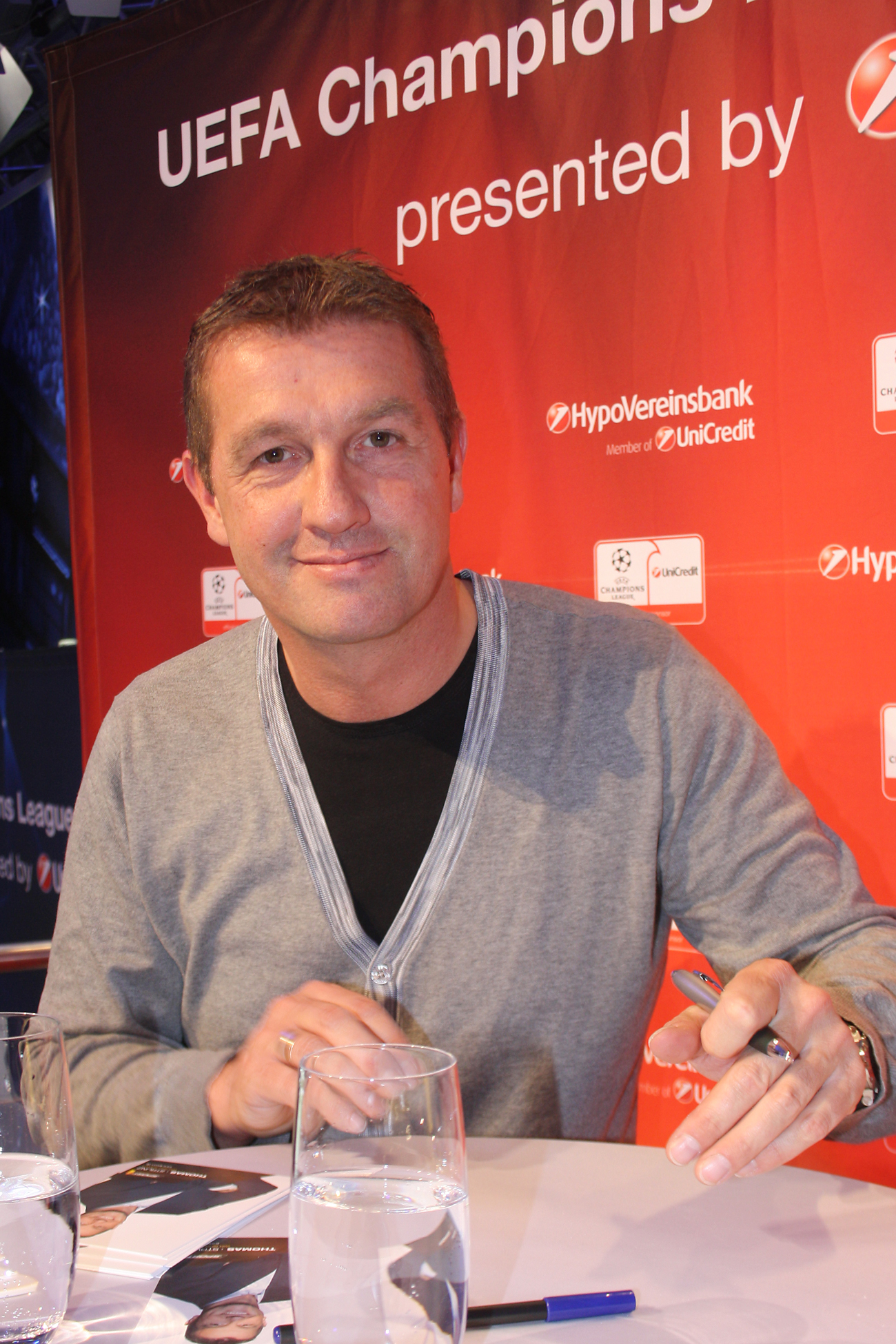
Thomas Strunz (* 1968)

- Strunz, Ulrich (* 1943), deutscher Mediziner und Autor

### Strup
- Strupar, Branko (* 1970), belgischer Fußballspieler
- Strupat, Otto (1893–1921), deutscher Gewerkschafter und Kommunist
- Strupeit, Steve (* 1980), deutscher Pflegewissenschaftler und Hochschullehrer
- Strupler, Jacob Albert (1839–1911), Schweizer Ingenieur
- Strupler, Leander (* 1984), Schweizer Unternehmer und Boxpromoter
- Strupler, Manuel (* 1980), Schweizer Politiker (SVP)
- Štruplová, Julie (* 2004), tschechische Tennisspielerin
- Strupp, Christoph (* 1966), Historiker
- Strupp, Elisabeth († 1599), deutsche Frau, als Hexe hingerichtet
- Strupp, Günther (1912–1996), deutscher Maler und Grafiker
- Strupp, Gustav (1851–1918), deutscher Bankier
- Strupp, Hans Hermann (1921–2006), deutsch-US-amerikanischer Psychotherapieforscher und Hochschullehrer
- Strupp, Joachim (1530–1606), deutscher Mediziner und Fachbuchautor
- Strupp, Karl (1886–1940), deutscher Jurist mit Spezialisierung auf Völkerrecht und internationales Privatrecht
- Struppe, Pēteris (1889–1937), lettischer Kommunist und sowjetischer Staatsmann
- Struppert, Bärbel (* 1950), deutsche Leichtathletin und Olympiamedaillengewinnerin
- Struppert, Gerd (* 1950), deutscher Fußballspieler und -trainer
- Struppler, Albrecht (1919–2009), deutscher Neurologe
- Strupulis, Jānis (* 1949), lettischer Bildhauer und Grafikdesigner

### Strus
- Struś, Józef (* 1510), Mediziner und Leibarzt der polnischen Könige
- Strus, Lusia (* 1969), US-amerikanische Schauspielerin
- Struse, Nicole (* 1971), deutsche Tischtennisspielerin
- Strusińska, Ewa (* 1976), polnische Dirigentin
- Strusman, Wiktorija Emmanuilowna (1925–2016), sowjetisch-russische Architektin
- Struss, Barbara Jožefa (1805–1880), slowenische Zeichenlehrerin und Malerin
- Struß, Jonas (* 1997), deutscher Fußballspieler
- Struss, Karl (1886–1981), US-amerikanischer Fotograf und Kameramann
- Struss, Kasia (* 1987), polnisches Model
- Struss, Peter (* 1949), deutscher Informatiker und Hochschullehrer

### Strut
- Struth, Hans (1893–1972), deutscher Verleger
- Struth, Heinrich, deutscher Radrennfahrer
- Struth, Karl-Heinz (* 1948), deutscher Fußballspieler
- Struth, Thomas (* 1954), deutscher Fotograf
- Struth, Volker (* 1966), deutscher Spielerberater und Spielervermittler
- Struthas, persischer Satrap von Lydien
- Struthers, Crispin, US-amerikanischer Filmeditor
- Struthers, Sally (* 1948), US-amerikanische SchauspielerinSally Struthers (* 1948)

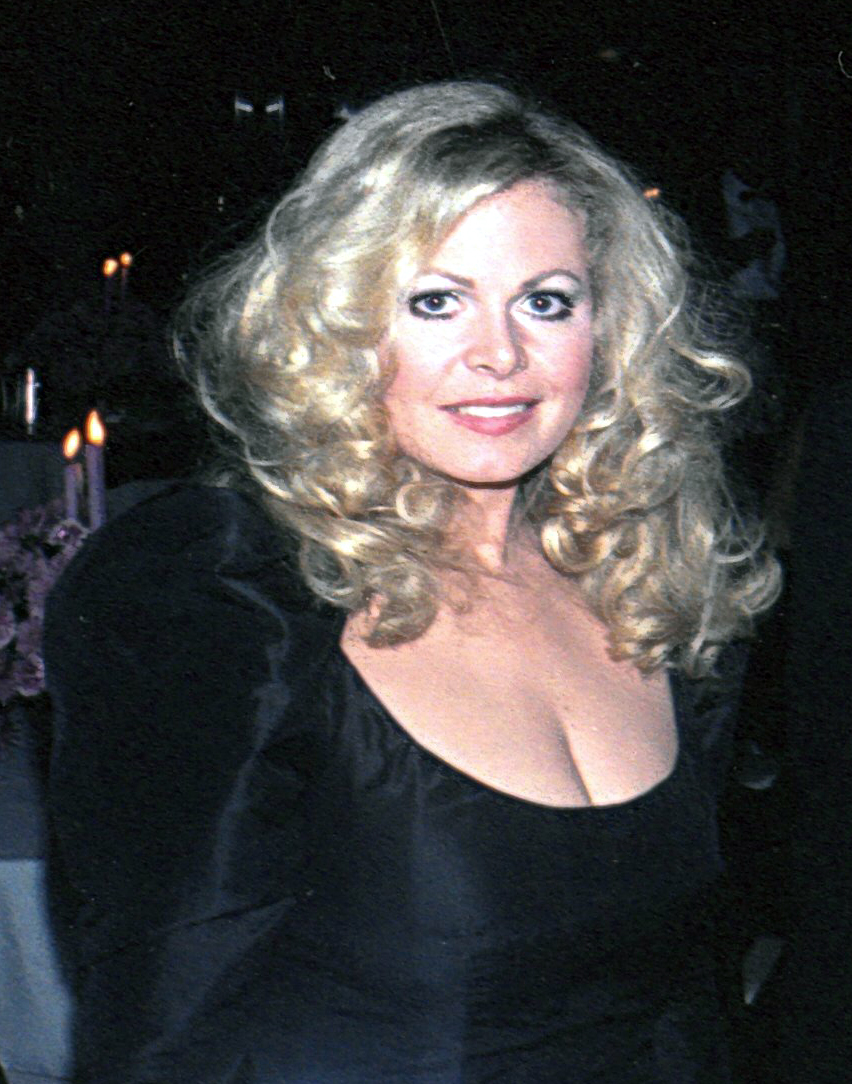
Sally Struthers (* 1948)

- Struthoff, Georg (1894–1975), deutscher Politiker (VDP), MdL
- Strutinski, Wilen Mitrofanowitsch (1929–1993), russischer Physiker
- Strutius, Thomas (1621–1687), Danziger Organist und Komponist
- Strutt, Clive (* 1942), englischer Komponist
- Strutt, Edward (1874–1948), britischer Offizier und Bergsteiger; Hoher Kommissar in der Freien Stadt Danzig (1920)
- Strutt, Jedediah (1726–1797), britischer Textilindustrieller und Erfinder
- Strutt, John, 3. Baron Rayleigh (1842–1919), englischer Physiker, Nobelpreis für Physik 1904John Strutt, 3. Baron Rayleigh (1842–1919)

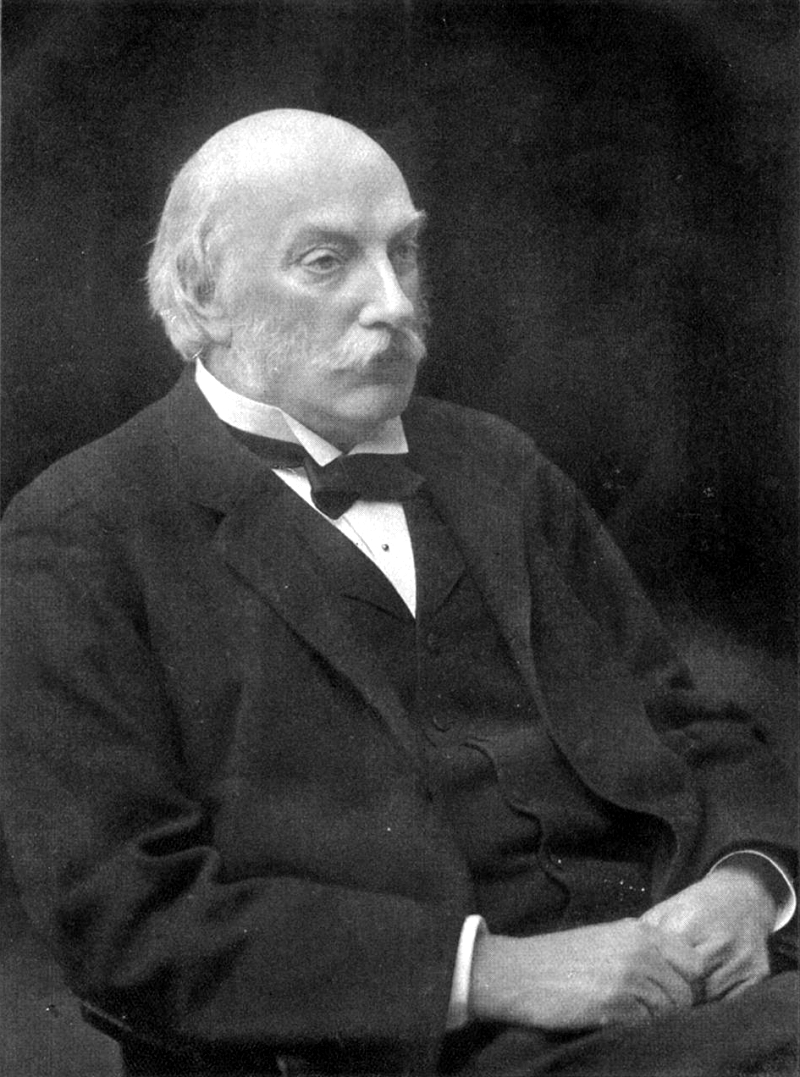
John Strutt, 3. Baron Rayleigh (1842–1919)

- Strutt, John, 6. Baron Rayleigh (* 1960), britischer Peer und Politiker
- Strutt, Joseph (1749–1802), englischer Kupferstecher, Künstler, Dichter, Antiquar und Schriftsteller
- Strutt, Max (1903–1992), niederländischer Elektroingenieur
- Strutt, Robert 4. Baron Rayleigh (1875–1947), britischer Physiker
- Strutt, William (1825–1915), englischer Künstler und Maler
- Strutton, Bill (1918–2003), australischer Drehbuchautor
- Strutwolf, Holger (* 1960), deutscher evangelischer Theologe und Kirchenhistoriker
- Strutz, Edmund (1892–1964), deutscher Heimatforscher
- Strutz, Georg (1861–1929), deutscher Verwaltungsjurist und Richter
- Strutz, Gerhard (1943–1998), österreichischer Eisschnellläufer
- Strutz, Hans (1926–2019), deutscher Museologe und ehemaliger Direktor des Staatlichen Museums Schwerin
- Strutz, Harald (* 1950), deutscher Jurist und Sportfunktionär
- Strutz, Herbert (1902–1973), österreichischer Journalist und Schriftsteller
- Strutz, Hermann (* 1938), österreichischer Eisschnellläufer
- Strutz, Johann (1949–2022), österreichischer Komparatist, Literaturtheoretiker und Übersetzer
- Strutz, Martin (* 1961), österreichischer Politiker (FPK), Nationalratsabgeordneter
- Strutz, Martina (* 1981), deutsche Leichtathletin
- Strutz, Walter (* 1948), deutscher Politiker (FDP), MdL
- Strützel, Dieter (1935–1999), deutscher Kulturwissenschaftler
- Strützel, Otto (1855–1930), deutscher Maler
- Strutzenberger, Thiemo (* 1982), österreichischer Schauspieler und Dramatiker
- Strutzenberger, Walter (1928–2020), österreichischer Politiker (SPÖ), Mitglied des Bundesrates

### Struv
- Struvay, Eduardo (* 1990), kolumbianischer Tennisspieler
- Struve, Alfred von (1845–1916), russischer Chemiker, Bergingenieur und Geologe deutsch-baltischer Abstammung
- Struve, Amalie (1824–1862), deutsche radikaldemokratische Revolutionärin der Märzrevolution, Frauenrechtlerin, SchriftstellerinAmalie Struve (1824–1862)

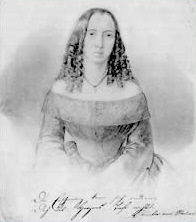
Amalie Struve (1824–1862)

- Struve, Anton Sebastian von (1729–1802), Diplomat im Dienste des Russischen Kaiserreichs
- Struve, Benjamin August (1721–1789), deutscher Apotheker
- Struve, Burkhard Gotthelf (1671–1738), deutscher Bibliothekar und Historiker
- Struve, Christian August (1767–1807), deutscher Arzt
- Struve, Detlef (1903–1987), deutscher Politiker (CDU), MdB
- Struve, Ernst Emil (1802–1878), Philologe, Lehrer, Sekretär der Oberlausitzischen Gesellschaft der Wissenschaft, Autor, Professor und Konrektor am Gymnasium in Görlitz
- Struve, Ernst Gotthold (1679–1759), deutscher Mediziner, Garnisons-Arzt und Schriftsteller
- Struve, Ernst Gotthold (1714–1743), deutscher Mediziner
- Struve, Friedrich Adolph August (1781–1840), deutscher Arzt und Apotheker
- Struve, Friedrich Christian (1717–1780), deutscher Mediziner und Hochschullehrer
- Struve, Friedrich Georg Wilhelm (1793–1864), deutscher AstronomFriedrich Georg Wilhelm Struve (1793–1864)

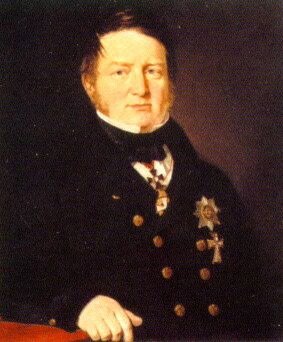
Friedrich Georg Wilhelm Struve (1793–1864)

- Struve, Friedrich Gottlieb (1676–1752), deutscher Jurist und Hochschullehrer
- Struve, Georg Adam (1619–1692), deutscher Jurist
- Struve, Georg von (1886–1933), deutsch-baltischer Astronom
- Struve, Gerhard (1835–1904), deutscher Domänenpächter, Zuckerfabrikant und Politiker (NLP), MdR
- Struve, Gregorius, Orgelbauer
- Struve, Günter (* 1940), deutscher ARD-Programmdirektor
- Struve, Gustav (1805–1870), deutscher Politiker und radikaldemokratischer RevolutionärGustav Struve (1805–1870)

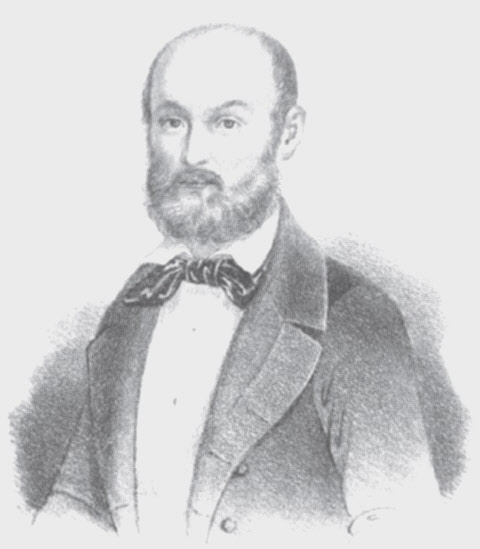
Gustav Struve (1805–1870)

- Struve, Gustav Adolph (1812–1889), sächsischer Mineralwasserfabrikant
- Struve, Heinrich von (1772–1851), deutsch-russischer Diplomat und Naturkundler
- Struve, Henri (1751–1826), Schweizer Chemiker und Mineraloge
- Struve, Hermann, deutscher Fußballspieler
- Struve, Hermann von (1854–1920), deutsch-baltischer Astronom und Mathematiker
- Struve, Hinrich (1929–2024), deutscher Feuerwehrmann
- Struve, Ilonka (* 1960), deutsche Bibliothekarin und Kinderbuchautorin
- Struve, Jacob (1755–1841), deutscher Lehrer und Mathematiker
- Struve, Johann Gustav von (1763–1828), deutscher Diplomat im Dienst des Russischen Kaiserreichs
- Struve, Karl Ludwig (1785–1838), deutscher Klassischer Philologe und Gymnasialdirektor
- Struve, Karl von (1835–1907), russischer Diplomat
- Struve, Karl Wilhelm (1917–1988), deutscher Vor- und Frühgeschichtler
- Struve, Klaus (1942–2022), deutscher Erziehungswissenschaftler
- Struve, Kurt (1902–1986), deutscher Jurist und Verwaltungsbeamter
- Struve, Ludwig August (1795–1828), Arzt
- Struve, Ludwig von (1858–1920), deutsch-baltischer Mathematiker und Astronom
- Struve, Otto August (1784–1847), preußischer Verwaltungsbeamter und Sachbuchautor
- Struve, Otto von (1897–1963), russisch-amerikanischer Astronom deutsch-baltischer Abstammung
- Struve, Otto Wilhelm von (1819–1905), deutscher Astronom
- Struve, Peter (1870–1944), russischer Politiker, Ökonom und PhilosophPeter Struve (1870–1944)

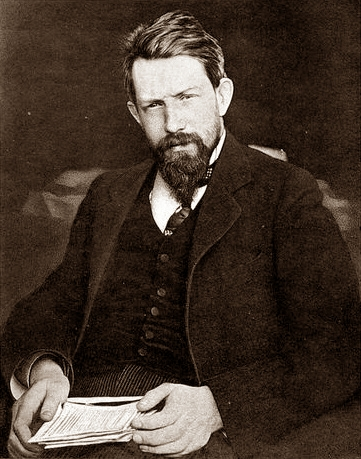
Peter Struve (1870–1944)

- Struve, Stefan (* 1988), niederländischer Mixed-Martial-Arts-Kämpfer
- Struve, Theodor (1816–1886), deutscher Philologe und Pädagoge in russischen Diensten
- Struve, Tilman (1938–2014), deutscher Historiker und Hochschullehrer
- Struve, Viktor von (1892–1964), deutsch-baltischer Filmproduzent
- Struve, Wilhelm (1874–1949), deutscher Mediziner und Politiker (FVg, FVP, DDP/DStP), MdR
- Struve, Wilhelm (1895–1971), deutscher Kaufmann, Politiker und SA-Führer, MdL
- Struve, Wilhelm (1901–1982), deutscher Landwirt und Politiker (NSDAP), MdR, MdL
- Struve, Wolfgang (1917–2011), deutscher Philosoph und Mystiker
- Struve, Wolfgang (1924–1997), deutscher Paläontologe
- Strüven, Felix, deutscher Schauspieler und Synchronsprecher
- Strüven, Hans-Joachim, deutscher Basketballspieler
- Strüver, Anke (* 1970), deutsche Geographin und Hochschullehrerin
- Strüver, Giovanni (1842–1915), italienischer Mineraloge
- Strüver, Sven (* 1967), deutscher Golfspieler
- Strüvy, Wilhelm (1886–1962), deutscher Offizier, Landwirt und Agrarpolitiker in der Weimarer Republik

### Struw
- Struway, Estanislao (* 1968), paraguayischer Fußballspieler
- Struwe, Alfred (1927–1998), deutscher Schauspieler
- Struwe, Amand Jegorowitsch (1835–1898), russischer Militäringenieur deutscher Herkunft
- Strüwe, Carl (1898–1988), deutscher Grafiker und Fotograf
- Struwe, Carsten (* 1962), deutscher Automobilrennfahrer
- Struwe, Catharina (* 1962), deutsche Schauspielerin
- Struwe, Ewald (1921–2000), deutscher Journalist
- Struwe, Jochen (* 1956), deutscher Unternehmensberater sowie Professor für Unternehmensführung, Rechnungswesen und Controlling
- Struwe, Kai (* 1965), deutscher Musiker und Komponist
- Struwe, Michael (* 1955), deutscher Mathematiker
- Struwe, Ruth (* 1946), deutsche Prähistorikerin
- Struwe, Wassili Wassiljewitsch (1889–1965), russischer Mathematikhistoriker, Altorientalist und Ägyptologe

### Struy
- Struyck, Nicolaas (1686–1769), niederländischer Mathematiker und Astronom
- Struycken, Carel (* 1948), niederländischer FilmschauspielerCarel Struycken (* 1948)

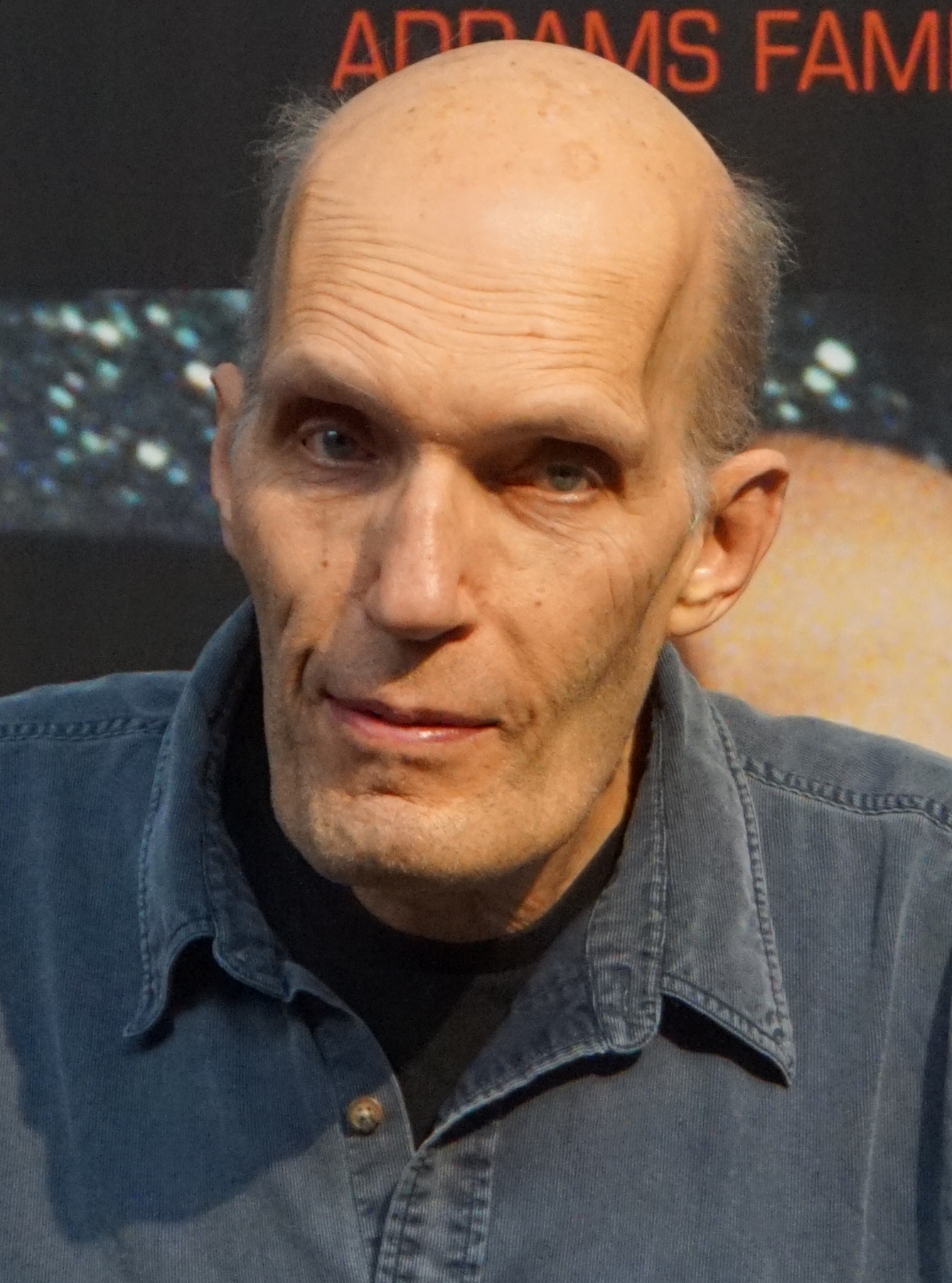
Carel Struycken (* 1948)

- Struycken, Peter (* 1939), niederländischer digitaler Künstler und Licht-Künstler
- Struycken, Teun (1906–1977), niederländischer Politiker
- Struye de Swielande, Dominique (1947–2015), belgischer Diplomat
- Struye, Paul (1896–1974), belgischer Senatspräsident, Justizminister und Hochschullehrer
- Struys, Alexander (1852–1941), belgischer Porträt-, Historien- und Genremaler

### Struz
- Struzan, Drew (* 1947), US-amerikanischer Illustrator
- Struzik, Adam (* 1957), polnischer Politiker der Polnischen Bauernpartei
- Struzina, Andri (* 1997), Schweizer Ruderer
- Struzina, Wilhelm (1926–1990), deutscher Fußballspieler
- Struzl, Franz (1942–2019), österreichischer Manager
- Struzyk, Brigitte (* 1946), deutsche Schriftstellerin